# Grésivaudan
Der Grésivaudan (Vallée du Grésivaudan, alte Schreibweise: Graisivaudan) befindet sich vor allem im Département Isère; es ist ein Tal der französischen Alpen und umfasst einen Teil des Unterlaufs des Flusses Isère.

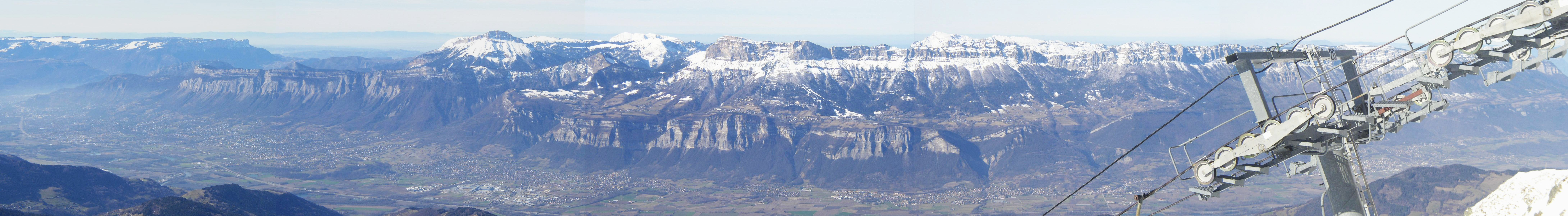
Panorama des Grésivaudan von Sept-Laux aus gesehen. Links liegt Grenoble, in der Mitte Le Touvet, rechts Chambéry im Département Savoie.

Üblicherweise bezeichnet man als Grésivaudan die Schwemmlandebene der Isère zwischen Grenoble und der Mündung des Arc. Einige Geologen und Geografen sehen den Grésivaudan eher als die Schwemmlandebene zwischen Tullins (unterhalb Grenoble) und Albertville. Man spricht deswegen auch vom Bas-Grésivaudan (zwischen Tullins et Grenoble) und vom Haut-Grésivaudan (zwischen Grenoble und Albertville).

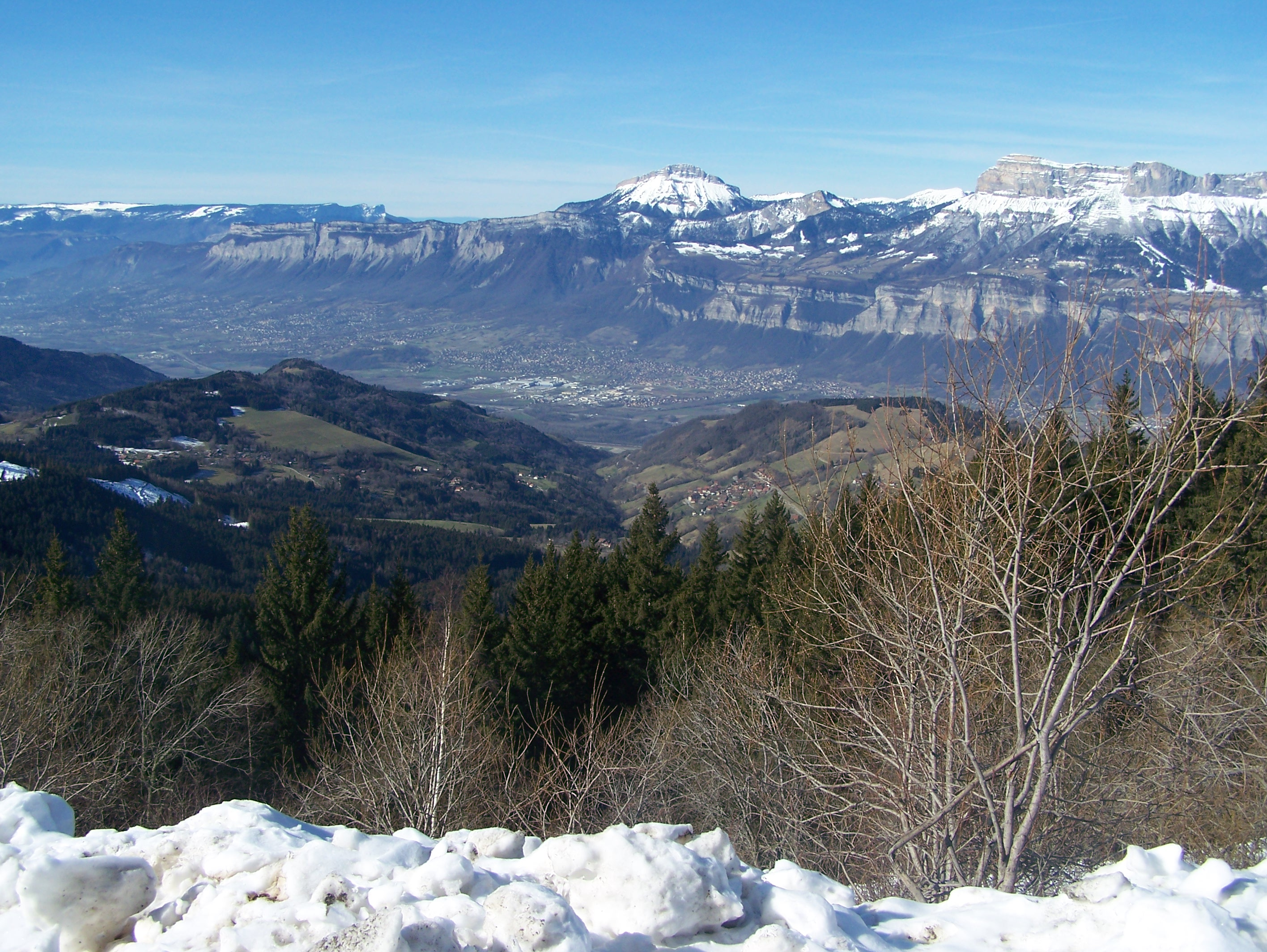
Blick in das Tal des Grésivaudan von Sept-Laux aus

Der Grésivaudan markiert die Grenze zwischen den französischen Voralpen, die überwiegend aus Kalkmassiven bestehen (Bauges, Chartreuse und Vercors), und den tatsächlichen Alpen, die vorwiegend aus Granit und metamorphen Gesteinen bestehen (Vanoise-Massiv, Belledonne). Er ist Teil der alpinen Furche („Sillon alpin“), einer Gruppe von Tälern und Senken in Südsüdwest – Nordnordost-Ausrichtung, und umfasst den Unterlauf der Drac, den oberen Grésivaudan, das Tal des Arly und den Oberlauf der Arve sowie teilweise das Tal von Chamonix. Geologisch kann man auch den Oberlauf der Rhone in der Schweiz (Kanton Wallis) hinzuzählen. Der Sillon alpin erstreckt sich somit über die Départements Isère, Savoie und Haute-Savoie.
Die wichtigsten Orte des Grésivaudan sind (von Norden nach Süden): Albertville, Montmélian, Pontcharra, die Agglomeration von Grenoble und Moirans.

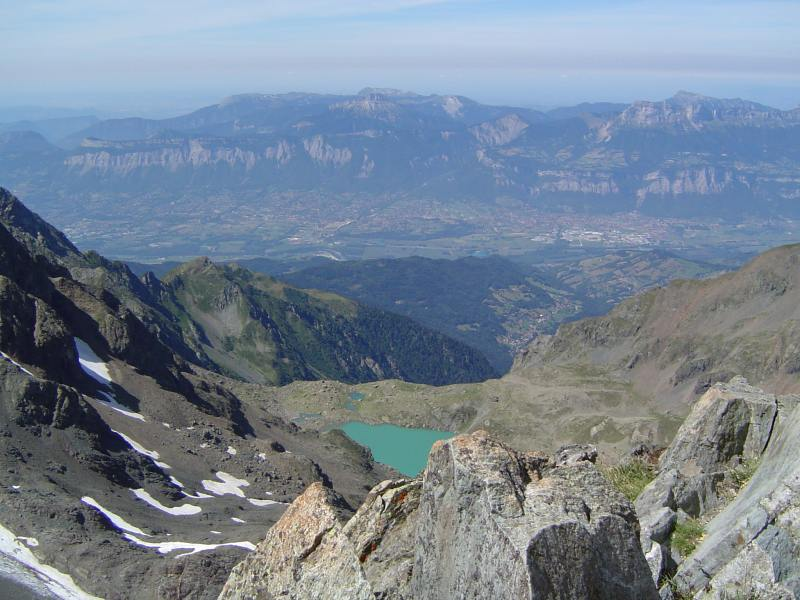
Blick in das Grésivaudan-Tal vom Gipfel des Croix de Belledonne, im Hintergrund das Massif de la Chartreuse

## Entstehung
Der Grésivaudan ist ein Trogtal. Sein Muldenprofil wurde durch eiszeitliche und nacheiszeitliche Einwirkungen gebildet. Die Grabung des Tals seit der Würmeiszeit ging in folgenden Etappen vor sich:
- Der Isèregletscher bildete sich im Tal in der Folge der klimatischen Abkühlung.
- Er dehnte sich bis nach Tullins hinunter aus, wurde vom Rhonegletscher, der sich im Norden des Départements Isère einer der Lyoner Ebene ausbreitete.
- Über tausende von Jahren hinweg erodierten der Untergrund und die Seitenwände des Tals, das dadurch ein U-Profil annahm.
- Gleichzeitig staute sich das Eis, dessen Abfluss durch die Voreppe-Schlucht und den Rhonegletscher behindert war. Bei Grenoble war das Eis etwa 1600 Meter dick.
- Seit dem Beginn der aktuellen Warmzeit vor etwa 10.000 Jahren zog sich der Isèregletscher nach und nach zurück und hinterließ einen umfangreichen See ähnlich den großen Seen in Italien (Lago Maggiore, Comer See und Luganersee), der das Isèretal zwischen Tullins und Albertville vollständig ausfüllte.
- Die Flüsse erodierten die umgebenden Berge, deren Gesteine sich in diesem See ablagerten. Nachdem der See mit Steinen aufgefüllt war, ergab sich die heutige Situation: eine von steilen Wänden gesäumte Ebene, deren Niveau dem damaligen Wasserstand entspricht.

## Wasserkraft
Der Grésivaudan war die Wiege der Wasserkraft, die zum wesentlichen Antrieb der industriellen Entwicklung des Tals werden sollte: man findet bei Lancey in der Gemeinde Villard-Bonnot Reste erste Bauten von Aristide Bergès aus dem Jahr 1869.
Koordinaten: 45° 19′ N, 5° 57′ O